# Quixaba (Paraíba)
Quixaba é um município brasileiro do Estado da Paraíba, localizado na Região Geográfica Imediata de Patos e integrante da Região Metropolitana de Patos.

## Origem do nome
Quixaba advém do vocábulo tupi qüessaba, que significa lugar de dormir, rede ou pouso. Outras variações para esse nome indígena são quiçaba, quixabá e quixá.

## Geografia
De acordo com o IBGE (Instituto Brasileiro de Geografia e Estatística), no ano 2006 sua população era estimada em 1.050 habitantes. Área territorial de 117 km².
O município está incluído na área geográfica de abrangência do semiárido brasileiro, definida pelo Ministério da Integração Nacional em 2005. Esta delimitação tem como critérios o índice pluviométrico, o índice de aridez e o risco de seca.

### Hidrografia
- Açude de Quixaba, também chamado "açude de Totó"

## História
Duas fazendas de propriedade dos senhores Manoel Pereira e Manoel José de Maria, Quixabá Velha e Quixabá deram origem ao atual município Quixabá por volta de 1900.
Aproveitando-se da grande produção de algodão, Manoel José de Maria, juntamente com seu sócio Francisco Pereira da Silva, instalaram uma máquina de beneficiamento daquele produto, em meados de 1911, oferecendo muitos empregos e trazendo progresso para o lugar. As famílias Antônio Ferro e Gabriel são tidos como os pioneiros de Quixabá, nome que recebeu desde a sua origem.

## Política

### Prefeitos
- Dadá Pereira - sexto prefeito do município.